# Ironman Weymouth
Der Ironman Weymouth ist eine ehemalige Triathlon-Veranstaltung über die Langdistanz in Weymouth (Dorset) in South West England, die bis 2015 unter dem Namen „Challenge Weymouth“ und noch zuvor bis 2013 als „Challenge Henley-on-Thames“ ausgerichtet wurde.

## Organisation
Die Langdistanz besteht aus einer Schwimmdistanz von 3,86 km, einer Radfahretappe von 180 km und einem Marathonlauf (42,195 km), die direkt hintereinander ausgetragen werden.

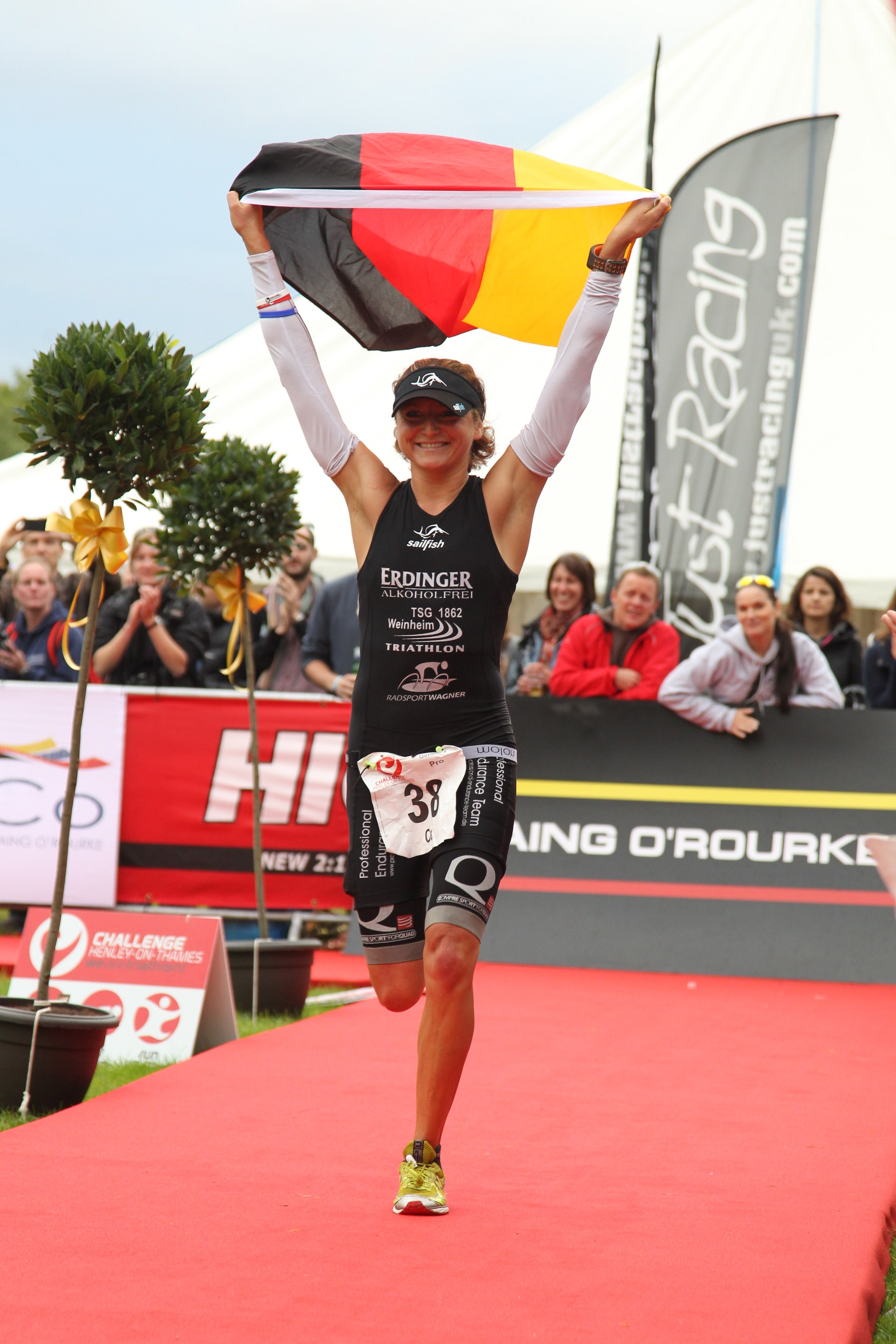
Celia Kuch – die schnellste Deutsche bei der Challenge Henley-on-Thames (2011), dem Vorläufer des Ironman Weymouth

Von 2011 bis 2013 wurde vom Veranstalter Just Racing UK die Challenge Henley-on-Thames ausgetragen. 2014 zog die Veranstaltung um und lief 2014 und 2015 unter dem Namen Challenge Weymouth als Teil der weltweiten Challenge-Wettkampfserie.
Nach dem Auslaufen des fünfjährigen Lizenzvertrages zwischen dem Veranstalter Just Racing UK und der Challenge Family GmbH in Amberg verkündete Just Racing UK zunächst, die Veranstaltung zukünftig unter dem Namen „TriWeymouth“ weiterzuführen.
Im Oktober 2015 gab die World Triathlon Corporation als Inhaber der Rechte an der Marke Ironman bekannt, dass sie die Veranstaltung in ihrer Verantwortung zukünftig unter dem Namen Ironman Weymouth organisiert. Renndirektor blieb allerdings Alan Rose, Gründer und bisheriger Geschäftsführer von Just Racing UK. Die Veranstaltung sollte 30 Qualifikationsplätze für Amateure zur Ironman World Championship auf Hawaii erhalten.
Der bereits 2015 parallel am gleichen Tag durchgeführte Wettkampf über die halbe Ironman-Distanz wurde auch 2016 am gleichen Tag wie der Ironman Weymouth unter dem Namen Ironman 70.3 Weymouth fortgeführt.
Für 2017 wurde keine weitere Austragung mehr angekündigt und das Rennen abgesetzt.

## Siegerliste

### Ergebnisse Ironman Weymouth
| Datum/Jahr    | Männer               | Männer        | Männer             | Frauen       | Frauen          | Frauen        |
| Datum/Jahr    | Erster Platz         | Zweiter Platz | Dritter Platz      | Erster Platz | Zweiter Platz   | Dritter Platz |
| ------------- | -------------------- | ------------- | ------------------ | ------------ | --------------- | ------------- |
| 11. Sep. 2016 | Michał Podsiadłowski | Soren Kofoed  | Martin Fredriksson | Sarah Leakey | Elaine Garvican | Venla Koivula |

### Ergebnisse Challenge Weymouth
| Datum/Jahr      | Männer         | Männer           | Männer          | Frauen           | Frauen         | Frauen             |
| Datum/Jahr      | Erster Platz   | Zweiter Platz    | Dritter Platz   | Erster Platz     | Zweiter Platz  | Dritter Platz      |
| --------------- | -------------- | ---------------- | --------------- | ---------------- | -------------- | ------------------ |
| 13. Sep. 2015   | Marek Jaskolka | Jaroslav Kovačič | Sérgio Marques  | Camilla Lindholm | Kate Comber    | Vicky Gill         |
| 14. Sep. 2014 * | Joe Skipper    | Joel Jameson     | Stephen Bayliss | Eleanor Haresign | Joanna Carritt | Michaela Herlbauer |

### Ergebnisse Challenge Henley-on-Thames
| Datum/Jahr    | Männer          | Männer                   | Männer           | Frauen        | Frauen          | Frauen         |
| Datum/Jahr    | Erster Platz    | Zweiter Platz            | Dritter Platz    | Erster Platz  | Zweiter Platz   | Dritter Platz  |
| ------------- | --------------- | ------------------------ | ---------------- | ------------- | --------------- | -------------- |
| 8. Sep. 2013  | Tom Lowe        | Stephen Bayliss          | Joel Jameson     | Bella Bayliss | Yvette Grice    | Julia Grant    |
| 16. Sep. 2012 | Stephen Bayliss | Joel Jameson             | Tuukka Miettinen | Gina Crawford | Bella Bayliss   | Yvette Grice   |
| 18. Sep. 2011 | Petr Vabroušek  | Nicolas Peter Ward Munoz | Aaron Farlow     | Yvette Grice  | Charisa Wernick | Louise Collins |